# Johann Gottfried Gurlitt

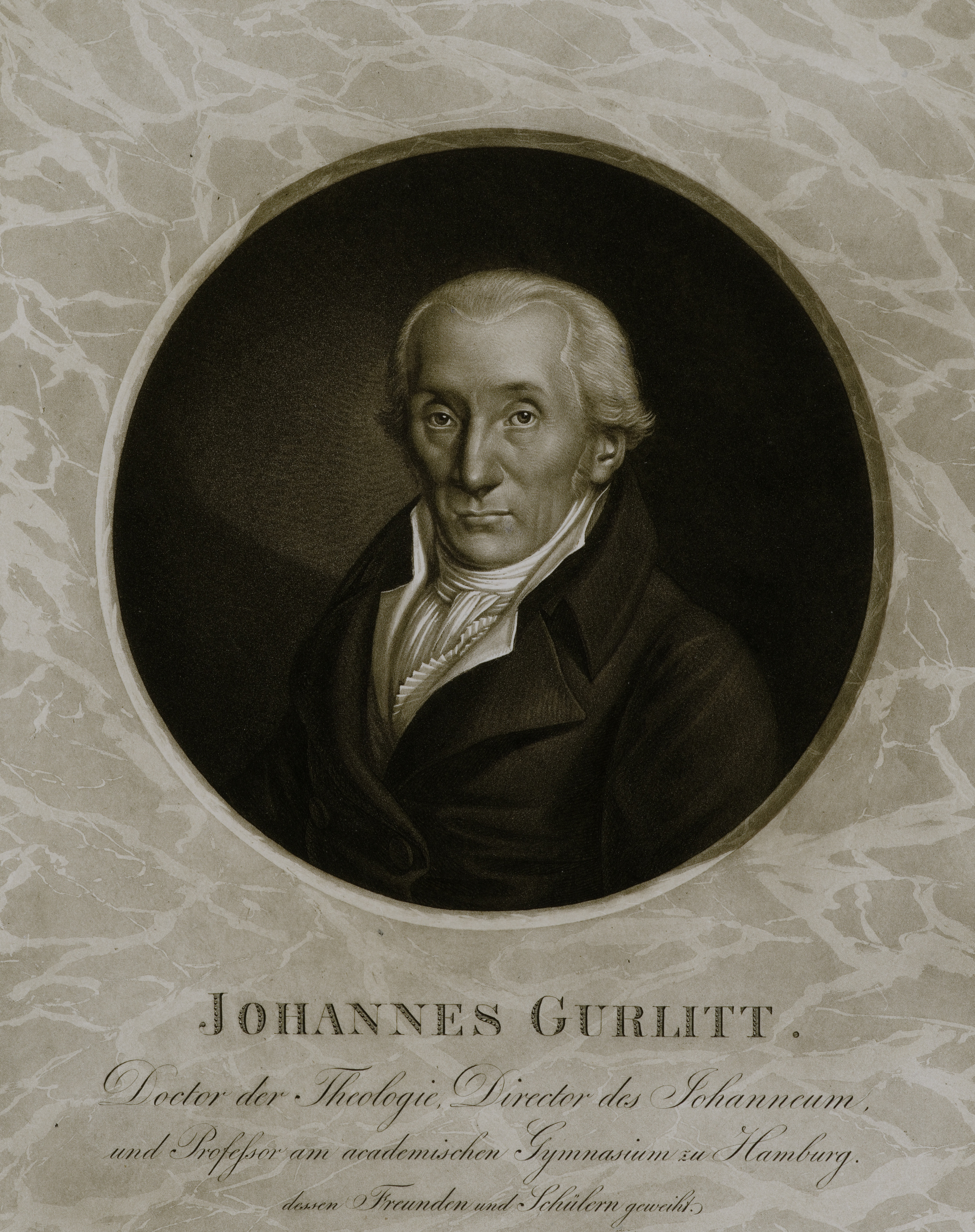
Kupferstich von Johann Joachim Faber

Johann Gottfried Gurlitt (* 13. März 1754 in Halle; † 14. Juni 1827 in Hamburg) war ein deutscher Philologe und Schulmann. Seine Arbeit war maßgeblich von der Aufklärung geprägt.

## Leben
Johann Gottfried Gurlitt wurde als Sohn des Schneidermeisters Johann Georg Gurlitt aus Konradswaldau in Schlesien und dessen Ehefrau Johanna Christiane, geb. Carnal, geboren. Er wuchs in Leipzig auf und besuchte dort die Thomasschule. Ab 1772 studierte er an der Universität Leipzig. Er widmete sich vor allem den klassischen und orientalischen Sprachen und erwarb auch Kenntnisse in Arabisch, Chaldäisch und Koptisch. 
Nach dem Abschluss des Studiums wurde er Lehrer am Kloster Berge. Dort unterrichtete er Latein, Griechisch, Geschichte und Philosophie. Ab 1779 war er neben Johann Friedrich Lorenz Rektor der Schule und ab 1796 Direktor des Pädagogikums. Gurlitts Anliegen war die Ausbildung der Schüler zur Selbständigkeit im Sinne der Aufklärung. Er förderte den wissenschaftlichen Unterricht und richtete eine Lesebibliothek für Schüler ein. Auch halbjährige Examen und Preise für Schulleistungen sollten dieses Ziel befördern. Mit seiner Schulprogrammschrift Biographische und literarische Notiz von Johann Winkelmann gehört er zu den frühesten Biographen von Johann Joachim Winckelmann.
1784 trat der Aufklärer der Freimaurerloge „Ferdinand zur Glückseligkeit“ in Magdeburg bei und trat dort als Redner auf. Er verließ die Loge aber 1790 wieder.
1802 wurde Gurlitt durch Johann Jakob Rambach nach Hamburg berufen zur Reform des Johanneums und des Gymnasiums. Er leitete beide Anstalten bis zu seinem Tode. Seine Arbeit dort war ebenfalls von den Gedanken der Aufklärung bestimmt. Sie verhalf der Schule zu Ansehen und ließ die Zahl der Schüler merklich steigen. Zu seinen Schülern zählte unter anderem Cornelius Müller.

## Ehrungen
1840 wurde im Hamburger Stadtteil St. Georg die Gurlittstraße und die Gurlitt-Insel nach Johann Gottfried Gurlitt benannt.